# Ohe Hano Hiu
Une Ohe Hano Hiu ou hano est une flûte nasale en bambou hawaïenne, d'une grande antiquité. De 25 à 50 cm de long elle est percée de 3 à 4 trous.
Son étymologie provient de ohe : bambou ; hano : son ; ihu : nez. 